# 第2装甲師団 (ドイツ国防軍)
第2装甲師団 (2. Panzer-Division) は、第二次世界大戦期のドイツ国防軍陸軍に編成された装甲師団の一つである。
第2装甲師団は1935年にドイツ国防軍に最初に編成された3つの装甲師団の一つである。第二次世界大戦開戦前に行われたオーストリア併合の際には、当時の師団長を務めたハインツ・グデーリアンの提唱する"機甲電撃戦"の有用性を実証した。
1939年のポーランド侵攻、1940年のフランス侵攻に参加し、1941年にはバルカン半島でのギリシャ侵攻(マリータ作戦)に参加した後、10月以降は東部戦線での戦いに従事した。
第2装甲師団は中央軍集団の指揮下でモスクワの戦いに参加した後も東部戦線に留まり、1943年のクルスクの戦いで大きな損害を出してフランスに後退し再編を受けた後は西部戦線でノルマンディーの戦いやバルジの戦いに従事し、終戦時にアメリカ軍に投降した。

## 歴史
第2装甲師団は1935年10月15日に、第1、第3装甲師団と共にドイツ国防軍の最初の装甲師団として編成された。
編成当時、ドイツはヴェルサイユ条約により戦車の開発を大幅に制限されていた事もあり、1935年時点では機関銃を装備したI号戦車の生産がようやく始まっていた程度で、2cm砲を装備したII号戦車もまだ試作段階であった。
1938年のオーストリア併合の際には、師団長ハインツ・グデーリアンの元、ドイツ国内からオーストリアの首都ウィーンまでの680kmを48時間で走破し、電撃戦の有用性を実証した。
1939年のポーランド侵攻では南部のクラコウを目指して侵攻し大きな損害を出した。
1940年5月のフランス侵攻作戦では第1装甲師団、第10装甲師団、グロースドイッチュラント歩兵連隊と共にXIX軍団を構成しベルギーからフランス北部に侵攻し、アブヴィルやブローニュを占領した。ダンケルクの戦いでイギリス遠征軍を退却させた後はエーヌ川沿いにフランス内部に侵攻した。1940年の年末頃には、第4戦車連隊が新編される第13装甲師団の基幹となるため、第2装甲師団の指揮下を離れる事となった。
1941年4月には、第2装甲師団は第12軍の隷下部隊としてバルカン半島でのギリシャ侵攻作戦(マリータ作戦)に参加した。第2装甲師団は第5山岳師団、第6山岳師団、第72歩兵師団と共にギリシャ国内に侵攻し、アテネまで到達した。作戦後、第2装甲師団は再編のためウィーンに帰還した。
1941年10月になると第2装甲師団は東部戦線に派遣され、中央軍集団の指揮下となりモスクワへ向かって侵攻した（モスクワの戦い）。その後、冬季になるとソ連軍の反攻が激しくなり、師団は後退した。1942年には第9軍の指揮下で様々な作戦に従事した。1943年の夏にはドイツ側の反攻作戦であるツィタデレ作戦（クルスクの戦い）に従事したが、作戦は失敗し第2装甲師団も大きな損害を出した。その後、戦域の南部でドイツ軍のコーカサス/ヴォルガ方面への進軍を支援した。
1943年後半に、第2装甲師団は再編のためフランス国内に後退し新型のパンター中戦車などの補充を受けた。6月の連合軍によるノルマンディー上陸作戦を受けて第2装甲師団はノルマンディーに移動し、イギリス陸軍第7機甲師団と交戦した。その後第2装甲師団は敗色濃厚の中行われた反攻作戦（リュティヒ作戦）に第116装甲師団、第1SS装甲師団、第2SS装甲師団と共に参加した。この後、包囲されたファレーズからの脱出戦（ファレーズ・ポケット）で師団はほぼ壊滅した。
この後ドイツ国内で第2装甲師団は再編されたが、戦車の定数は大きく減らされており、パンターを配備したのは1個大隊のみで、他の大隊はIV号戦車やIII号突撃砲のみを配備している状況であった。
再編後、第2装甲師団は第5装甲軍の指揮下でバルジの戦いに参戦する事となった。この時点で師団には58両のパンター、27両のIV号戦車、48両のIII号突撃砲が配備されていた。作戦が開始されると師団はバストーニュに向かう重要地点への攻撃を開始したが、バストーニュはアメリカ軍第101空挺師団により強固に防衛されており、作戦は失敗した。この後、第2装甲師団はアメリカ軍第2機甲師団、イギリス軍第3戦車連隊と交戦し、撤退を余儀なくされた。
1945年になると第2装甲師団はドイツ国内のライン川周辺やフルダ近郊で戦い、5月7日にアメリカ軍に投降した。

## 構成
以下に第2装甲師団の基本的な編成状態を示す。

### 1939年 ポーランド侵攻時
- 第2装甲旅団
  - 第3戦車連隊
  - 第4戦車連隊（フランス侵攻戦後に第13装甲師団（英語版）に改編）

- 第2歩兵旅団
  - 第2歩兵連隊
  - 第2オートバイ歩兵大隊

- 第74砲兵連隊
- 第5偵察大隊
- 第38戦車駆逐大隊
- 第38工兵大隊
- 第38信号大隊
- 第82補給団

### 1943年 東部戦線
- 第3戦車連隊
- 第2装甲擲弾兵連隊
- 第304装甲擲弾兵連隊
- 第74砲兵連隊
- 第273対空大隊
- 第2装甲偵察大隊
- 第38戦車駆逐大隊
- 第38工兵大隊
- 第38信号大隊
- 第82装甲補給団